# 宇治西インターチェンジ
宇治西インターチェンジ（うじにしインターチェンジ）は、京都府宇治市にある京滋バイパス（国道1号）のインターチェンジ。
巨椋IC・久御山JCT間開業前は大山崎方面出口、または瀬田東方面入り口のみだった。

## 道路
- E88 京滋バイパス（5番）

## 接続道路
- 国道24号
- 京都府道69号城陽宇治線

## 料金所
- ブース数：9

### 入口
- ブース数：4

#### 東行き入口
- ブース数：2　
  - ETC専用：1　
  - ETC•一般：1

#### 西行き入口
- ブース数：2　
  - ETC専用：1　
  - ETC•一般：1

### 出口
- ブース数：5

#### 東行き出口
- ブース数：3　
  - ETC専用：2　
  - 一般：1

#### 西行き出口
- ブース数：2　
  - ETC専用：1　
  - ETC•一般：1

## 周辺
- 宇治徳洲会病院
- 山崎製パン京都工場
- 京都文教大学・短期大学
- 宇治市立槇島中学校
- 宇治市立北宇治中学校
- 宇治市立北槇島小学校
- 宇治市立槇島小学校

## 隣
E88 京滋バイパス
(4) 宇治東IC - (5) 宇治西IC - (6) 巨椋IC